# 贝雷塔M1915手枪
貝瑞塔1915型手槍（英語：Beretta Model 1915或Beretta M1915）是一款由義大利貝瑞塔公司製造的半自動手槍，由貝瑞塔的首席工程師圖利奧·馬前哥尼設計，這把手槍被用來替換有著過度複雜以及脆弱開火機構的格利森蒂1910型手槍。他也被認為是貝瑞塔公司所製造的第一把半自動手槍，並且在第一次世界大戰時由義大利王國的義大利皇家陸軍採用。